# II. Igre malih europskih država – Monako 1987.
II. Igre malih europskih država održane su od 14. do 17. svibnja 1987. u Monaku. Organizator igara bio je Atletski savez malih europskih država, a natjecalo se 468 natjecatelja iz 8 država u 9 natjecanja.

## Tablica odličja
Osvajači odličja na Igrama.
      zemlja domaćin (Monako)